# Kenderes
Kenderes is een kleine stad (város) en gemeente in het Hongaarse comitaat Jász-Nagykun-Szolnok. Kenderes telt 5329 inwoners (2002).
Kenderes is het meest bekend vanwege het Horthy kasteel, dit kasteel was de geboorteplek van de Hongaarse regent Miklós Horthy die Hongarije leidde van 1920 tot 1944. In 1993 werd de regent herbegraven op het landgoed, in het kasteel is een tentoonstelling over zijn leven en ieder jaar op 18 juni is er een speciaal evenement ter nagedachtenis aan hem.
De plaats ligt op de Hongaarse laagvlakte (Alföld) halverwege de steden Szolnok en Debrecen aan hoofdweg nummer 4. Er zijn vergevorderde plannen voor de bouw van een vierbaans autoweg die de verbinding gaat vormen tussen de al gereed zijnde M4 bij Abony en het eveneens gereed zijnde deel van deze weg nabij Berettyóújfalu en de staatsgrens met Roemenië. 
In 2004 verkreeg de plaats stadsrechten van de Hongaarse regering.

## Galerij

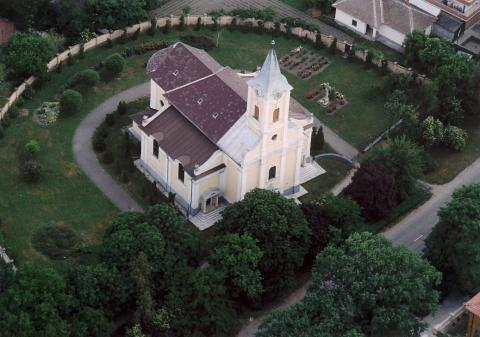
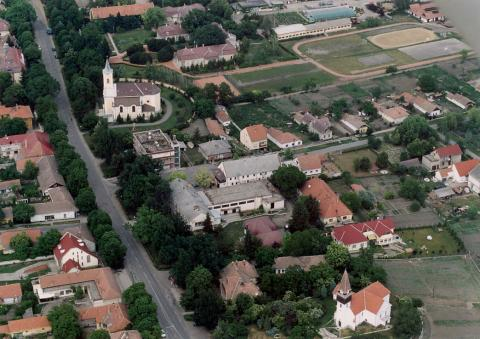
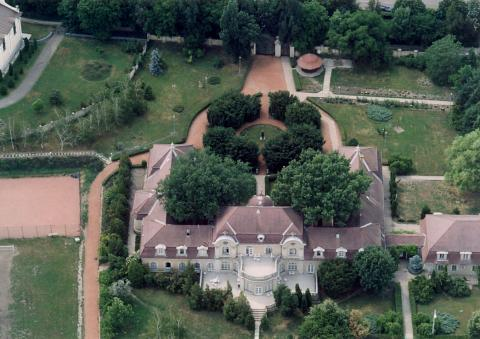